# Jens Kruppa
Jens Kruppa (né le 3 juin 1976) est un nageur allemand. Il participe à deux éditions des Jeux olympiques (2000 et 2004). En 2000, il remporte la médaille de bronze au sein du relais 4 × 100 m 4 nages. En 2004, dans la même épreuve, il remporte la médaille d'argent.

## Palmarès

### Jeux olympiques
- Jeux olympiques de 2000 à Sydney,  Australie
  -  Médaille de bronze
- Jeux olympiques de 2004 à Athènes,  Grèce
  -  Médaille d'argent